# USS Minnesota (BB-22)
O USS Minnesota foi um couraçado pré-dreadnought operado pela Marinha dos Estados Unidos e a quinta embarcação da Classe Connecticut, depois do USS Connecticut, USS Louisiana, USS Vermont e USS Kansas, e seguido pelo USS New Hampshire. Sua construção começou em outubro de 1903 na Newport News Shipbuilding na Virgínia e foi lançado ao mar em abril de 1905, sendo comissionado em março de 1907. Era armado com uma bateria principal composta por quatro canhões de 305 milímetros montados em duas torres de artilharia duplas, tinha um deslocamento carregado de quase dezoito mil toneladas e conseguia alcançar uma velocidade máxima de dezoito nós.
O Minnesota teve uma carreira relativamente tranquila que envolveu principalmente exercícios de rotina, atuando principalmente na Costa Leste dos Estados Unidos e no Caribe. Ele deu uma volta ao mundo entre 1907 e 1909 como parte da Grande Frota Branca. Depois disso envolveu-se em conflitos na região do Caribe, atuando em Cuba durante uma insurreição local em 1912 e depois patrulhando o litoral do México entre 1913 e 1914 durante a Revolução Mexicana. Foi usado como navio-escola durante a Primeira Guerra Mundial e ao final conflito como transporte de tropas para repatriar soldados norte-americanos. Foi descomissionado em 1921 e desmontado em 1924.

## Projeto
A classe Connecticut seguiu a classe Virginia, mas corrigiu algumas das deficiências mais significativas no projeto anterior, principalmente o arranjo sobreposto dos canhões principais e alguns dos secundários. Uma bateria terciária mais pesada de 178 milímetros substituiu os canhões de 15 2 milímetros que foram usados em todos os projetos anteriores dos EUA. Apesar das melhorias, os navios foram tornados obsoletos pelo revolucionário encouraçado britânico HMS Dreadnought, concluído antes da maioria dos membros classe Connecticut.
O Minnesota tinha 139,1 metros de comprimento total e tinha uma boca de 23,4 metros e calado de 7,5 metros. Ele deslocava 16 mil toneladas conforme projetado e até 17 949 toneladas em plena carga. O navio era movido por motores a vapor de expansão tripla de dois eixos avaliados em 16 500 cavalos indicados de potência, com vapor fornecido por doze caldeiras Babcock & Wilcox movidas a carvão canalizadas em três funis. O sistema de propulsão gerou uma velocidade máxima de dezoito nós (33 quilômetros por hora). Como construído, ele foi equipado com mastros militares pesados, mas estes foram rapidamente substituídos por equivalentes treliçados em 1909. Ele tinha uma tripulação de 827 oficiais e homens, embora isso tenha aumentado para 881 e depois para 896.
O navio estava armado com uma bateria principal de quatro canhões Mark 5 de 305 milímetros (calibre 45) em duas torres de canhão gêmeas na linha central, uma à frente e outra à ré. A bateria secundária consistia em oito canhões de 203 milímetros (calibre 45) e doze canhões de 178 milímetros (calibre 45). Os canhões de 203 milímetros foram montados em quatro torres gêmeas no meio do navio e os canhões de 178 milímetros foram colocados em casamatas no casco. Para defesa de curto alcance contra torpedeiros, o navio carregava vinte canhões de 76 milímetros de (calibre 50) montados em casamatas ao longo da lateral do casco e doze canhões de 3 libras. Ele também carregava quatro canhões de uma libra. Como era padrão para os navios capitais da época, o Minnesota carregava quatro tubos de torpedo de 533 milímetros, submersos em seu casco na lateral.
O cinturão blindado do Minnesota tinha 279 milímetros de espessura sobre os paióis e os espaços das máquinas de propulsão e 152 milímetros em outras partes. As torres de canhão da bateria principal tinham 305 milímetros em suas faces, e as barbetas de sustentação tinham 254 milímetros de blindagem. As torres secundárias tinham 178 milímetros de blindagem frontal. A torre de comando tinha 229 milímetros em seus lados.

## Histórico de serviço

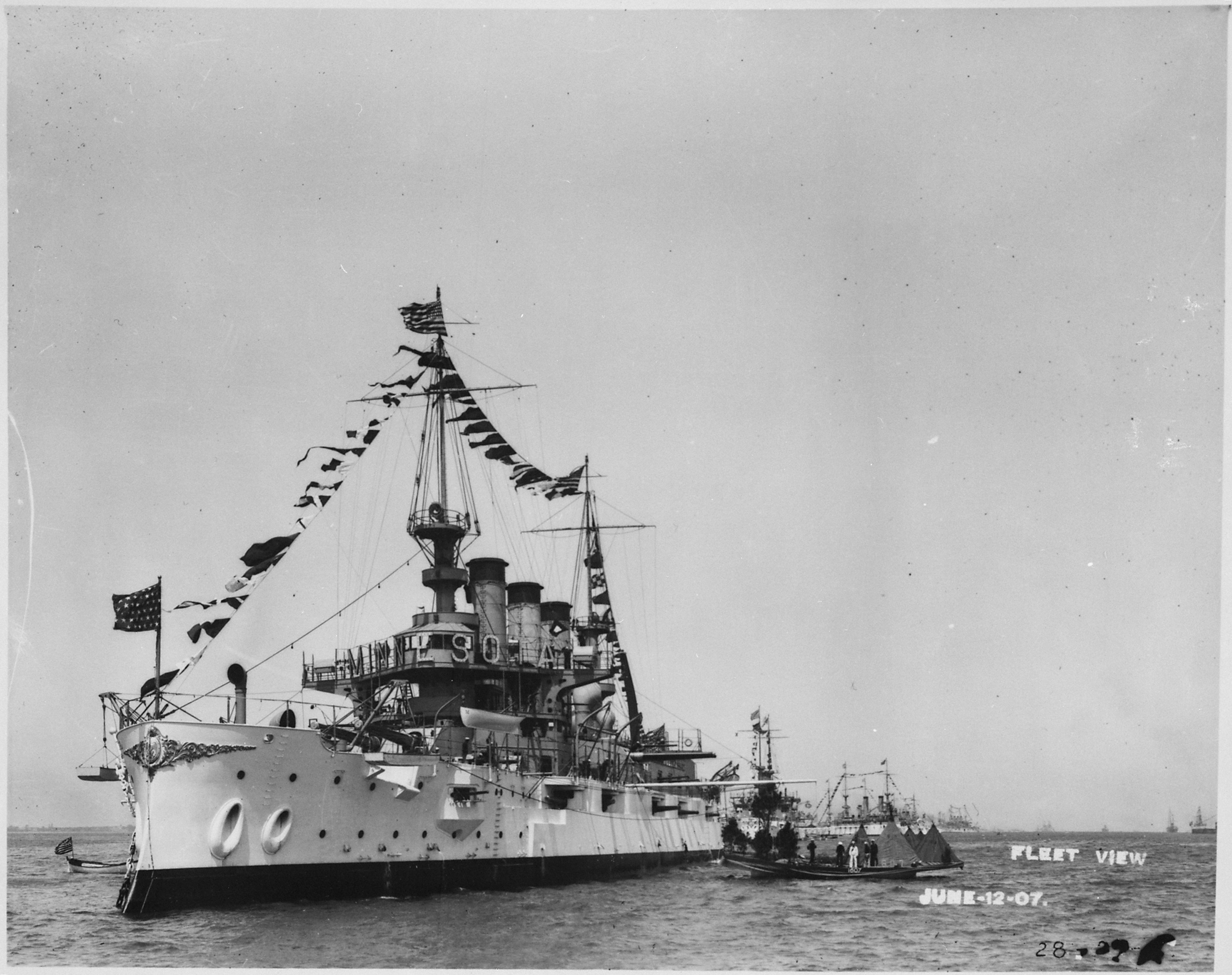
O Minnesota em junho de 1907

A quilha do Minnesota foi lançado no Newport News Shipbuilding Company de Newport News, Virgínia, em 27 de outubro de 1903. O casco completo foi lançado em 8 de abril de 1905. O navio foi comissionado na Marinha dos Estados Unidos em 9 de março de 1907, com o capitão John Hubbard como seu primeiro comandante. O navio então realizou um cruzeiro de lançamento na costa da Nova Inglaterra antes de participar da Exposição de Jamestown, a comemoração do 300.º aniversário da colônia de Jamestown, o primeiro assentamento inglês permanente nas Américas. Ele esteve presente na cerimônia de 22 de abril a 3 de setembro.
Em 16 de dezembro, o Minnesota partiu de Hampton Roads com a Grande Frota Branca para uma circunavegação do globo. O cruzeiro da Grande Frota Branca foi concebido como uma forma de demonstrar o poder militar americano, particularmente para o Japão. As tensões começaram a aumentar entre os Estados Unidos e o Japão após a vitória deste último na Guerra Russo-Japonesa em 1905, particularmente sobre a oposição racista à imigração japonesa para os Estados Unidos. A imprensa de ambos os países começou a convocar a guerra, e Roosevelt esperava usar a demonstração de poderio naval para deter a agressão japonesa. O cruzeiro também pretendia afirmar o status dos Estados Unidos como uma potência naval global e convencer o Congresso da necessidade de apoiar o aumento dos gastos navais. A frota navegou para o sul até o Caribe e depois para a América do Sul, fazendo escalas em Port of Spain, Rio de Janeiro, Punta Arenas e Valparaíso, entre outras cidades. Depois de chegar ao México em março de 1908, a frota passou três semanas praticando artilharia. A frota então retomou sua viagem pela costa do Pacífico das Américas, parando em São Francisco e Seattle antes de cruzar o Pacífico para a Austrália, parando no Havaí no caminho. As paradas no Pacífico Sul incluíram Melbourne, Sydney e Auckland.
A frota então virou para o norte rumo às Filipinas, parando em Manila, antes de seguir para o Japão, onde uma cerimônia de boas-vindas foi realizada em Yokohama. Seguiram-se três semanas de exercícios na Baía de Subic, nas Filipinas, em novembro. Os navios passaram por Cingapura em 6 de dezembro e entraram no Oceano Índico; eles carvoaram em Colombo antes de prosseguir para o Canal de Suez e carvoar novamente em Porto Saíde, Egito. A frota fez escala em vários portos do Mediterrâneo antes de parar em Gibraltar, onde uma frota internacional de navios de guerra britânicos, russos, franceses e holandeses saudou os americanos. Os navios então cruzaram o Atlântico para retornar a Hampton Roads em 22 de fevereiro de 1909, tendo percorrido 86 542 quilômetros. Lá, eles realizaram uma revisão naval para o presidente Theodore Roosevelt.
Após seu retorno, o Minnesota foi designado para a Frota do Atlântico. O navio passou os três anos seguintes na costa leste dos Estados Unidos conduzindo uma rotina de cruzeiros de treinamento em tempos de paz, além de uma viagem ao Canal da Mancha em 1910. A partir de 1912, ele passou a operar no Caribe, principalmente após o início da agitação em vários países da região. Nos primeiros seis meses de 1912, ele patrulhou as águas cubanas, indo para a base dos Estados Unidos na Baía de Guantanmo a fim de apoiar a repressão de uma insurreição na ilha de 7 a 22 de junho. Em meados de 1913, ele patrulhou a costa leste do México durante a Revolução Mexicana. O encouraçado voltou em 1914, com passagens por lá de 26 de janeiro a 7 de agosto e de 11 de outubro a 19 de dezembro. Durante o primeiro período, os Estados Unidos ocuparam Veracruz para proteger os interesses americanos. Em 1915, o Minnesota voltou aos Estados Unidos e retomou sua rotina anterior de exercícios de treinamento com cruzeiros ocasionais para o Caribe. Em novembro de 1916, ele foi colocado na reserva como a nau capitânia da Força de Reserva da Frota do Atlântico.

### Primeira Guerra Mundial

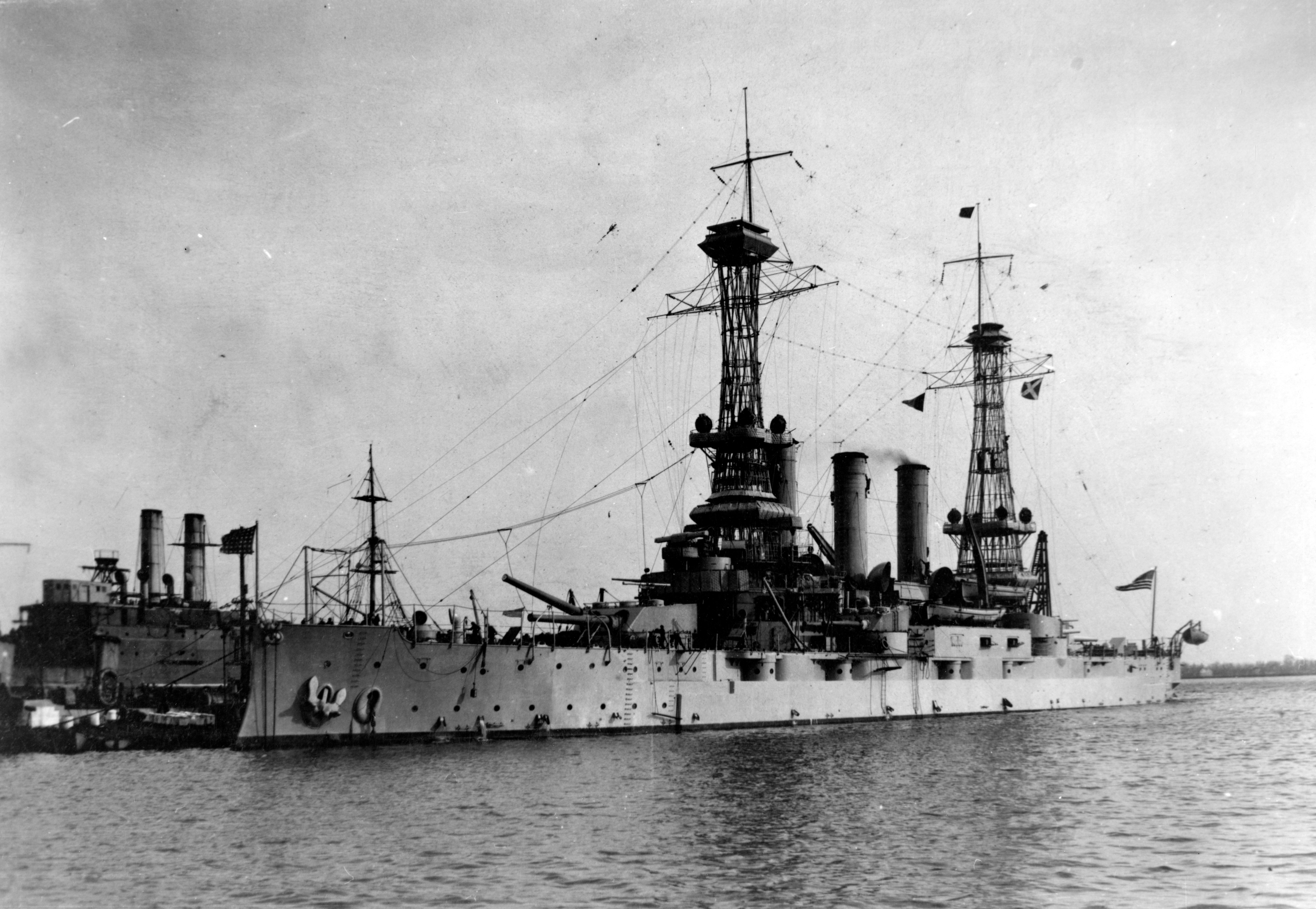
O Minnesota no Philadelphia Navy Yard, c. 1919

O Minnesota voltou ao serviço ativo depois que os Estados Unidos declararam guerra à Alemanha em 6 de abril de 1917, entrando na Primeira Guerra Mundial. Ele foi designado para a Divisão 4 da Força Encouraçada, baseada em Tangier Sound, na Baía de Chesapeake. Ele passou a guerra como um navio de treinamento para pessoal de artilharia e da sala de máquinas. Durante esse tempo, o vice-almirante Albert W. Grant, comandante da 1ª Divisão Encouraçada, instituiu um programa para reforçar as anteparas dos navios sob seu comando. Isso melhorou sua capacidade de absorver danos subaquáticos e permanecer à tona. Em 29 de setembro de 1918, durante um cruzeiro ao largo da Ilha de Fenwick com o contratorpedeiro USS Israel, o encouraçado atingiu uma mina naval que havia sido colocada pelo U-boat U-117, que infligiu sérios danos, mas não causou vítimas. A explosão abriu um buraco no casco do espaço 5 ao espaço 16 e da quilha até a borda inferior do cinturão blindado. A proa inundou, mas as anteparas atualizadas impediram que a inundação se espalhasse. Reduzido a uma velocidade de dez nós (dezenove quilômetros por hora), o Minnesota conseguiu voltar para o Philadelphia Navy Yard, onde os reparos foram efetuados. O trabalho durou cinco meses, quando a Alemanha assinou o armistício que pôs fim à guerra.
Em 11 de março de 1919, o Minnesota voltou ao serviço com a Força de Cruzeiros e Transportes, fazendo três viagens a Brest, na França, para trazer soldados americanos de volta dos campos de batalha da Europa. No curso das viagens, ele trouxe de volta mais de três mil homens; este dever terminou em 23 de julho. O navio passou os dois anos seguintes treinando aspirantes da Academia Naval dos Estados Unidos. A belonave conduziu dois cruzeiros de verão em 1920 e 1921 antes de ser desativada em 1º de dezembro de 1921. O navio foi retirado do Registro Naval no mesmo dia e foi vendido para sucata em 23 de janeiro de 1924. O Minnesota foi posteriormente demolido no Philadelphia Navy Yard.